# 尾北看護専門学校
尾北看護専門学校（びほくかんごせんもんがっこう、英称：BIHOKU NURSING COLLEGE）は、愛知県丹羽郡大口町下小口六丁目にある看護専門学校。設置者は一般社団法人尾北医師会。

## 沿革
- 1995年（平成7年）4月1日 - 開校

## 備考
- 学校の建物には、医師会館が併設されている。

## 所在地
- 愛知県丹羽郡大口町下小口六丁目122番地の2

## 交通アクセス
- 名鉄犬山線「柏森駅」または「江南駅」または「布袋駅」から大口町コミュニティバスに乗り換え「健康文化センター」バス停で下車、徒歩約5分。

## 周辺
- 老人ホーム御桜の里
- 大口町温水プール
- 大口町立図書館
- 大口町健康文化センター
- 総合テニスコート
- 大口町コミュニティワークセンター
- 五条川